# Ticket Restaurant
Ticket Restaurant® je stravovací poukázka od společnosti Edenred. Jde o zaměstnaneckou výhodu, která zaměstnancům umožňuje hradit náklady na stravování během pracovního dne. Stravovací poukázka slouží k úhradě teplého jídla v restauraci, jídelně i k nákupu potravin nebo dalších stravovacích služeb. Nelze ji použít k úhradě tabákových výrobků a alkoholických nápojů.
Stravovací poukázky nejsou ze zákona pro firmy povinné a zaměstnanec na ně nemá právní nárok. V případě, že se zaměstnavatel rozhodne podpořit stravování zaměstnanců, pak část hodnoty poukázek (obvykle 55 %) hradí sám (daňově uznatelný náklad až do výše 70% sazby stravného) a část (obvykle 45 %) si přispívá zaměstnanec, tato část je osvobozena od daně z příjmu. Například, když zaměstnanec dá 45 Kč, dostane k tomu od firmy dalších 55 Kč navíc. Celkem získá poukázku v hodnotě 100 Kč.
Stravenka Ticket Restaurant® je jedním z nejrozšířenějších typů stravenek v České republice, mezi další patří například Sodexo (Gastro Pass), Le Chèque Déjeuner. Celosvětově se stravenka Ticket Restaurant® používá v 33 zemích. Stravenky jako zaměstnanecký benefit vznikly v padesátých letech 20. století ve Velké Británii, odkud se rychle rozšířily do dalších zemí Evropy. Systémy zaměstnaneckého stravování jsou také nedílnou součásti kultury v Jižní Americe. V České republice byly stravenky ve své současné podobě zakotveny v právním řádu na počátku 90. let.

## Ticket Restaurant® Card
Platební karta Ticket Restaurant® Card nahrazuje papírové stravovací poukázky. Zaměstnavatel každý měsíc nahrává na kartu zaměstnance hodnotu stravenek v elektronické podobě.
Ticket Restaurant® Card je nepřenosná bezkontaktní čipová karta MasterCard. S kartou je možné platit bezkontaktně na standardních platebních terminálech nebo přiložením k mobilu či tabletu provozovny s využitím bezkontaktní technologie NFC. Ticket Restaurant® Card slouží jako předplacená stravenková platební karta, na kterou jsou předem zaměstnavatelem nahrány finanční prostředky, přičemž karta není propojená s bankovním účtem majitele. Je vydávaná společností PrePay technologies Ltd. (společný podnik Edenred a MasterCard se sídlem v Londýně) na bázi MasterCard a je vybavená přiděleným osobním identifikačním číslem (PIN). Karta umožňuje provádět kontaktní i bezkontaktní úhrady ceny stravování do výše denního limitu 500 Kč. Zůstatek na kartě si může zaměstnanec sám zjistit na online účtu karty, v mobilní aplikaci TicketCard by Edenred nebo prostřednictvím SMS.
Ticket Restaurant® Card byla uvedena na český trh v červnu roku 2015. Od České asociace manažerů informačních technologií CACIO získala ocenění IT projektu roku 2015. V polovině roku 2016 přijímalo elektronickou stravenku Ticket Restaurant® Card 7000 provozoven v České republice – jedná se převážně o samostatné restaurace ve městech i regionech a známé restaurační sítě (McDonalds, KFC, Starbucks Coffee, Burger King, Costa Coffee, PAUL, Mr. Baker, Sklizeno), ale i prodejny potravin a vybrané obchodní řetězce (Albert, Tesco). Elektronická stravenka Edenred se používá v několika zemích v zahraničí (Francie, Belgie, Slovensko a Polsko). Prvním městem, kde se v ČR začala používat, bylo Brno. Prvním řetězcem, který začal kartu Ticket Restaurant® Card přijímat, byl supermarket Albert.

## TicketCard by Edenred
TicketCard by Edenred je mobilní aplikace společnosti Edenred CZ, s. r. o., pro držitele stravenkových karet Ticket Restaurant® Card a volnočasových karet Ticket Benefits® Card. Zdarma poskytuje funkce pro správu a používání karet. Aplikace vyhledává provozovny akceptující karty, zobrazuje aktuální disponibilní zůstatek na kartě, poslední transakce na kartě. Aplikace je dostupná pro iOS, Android i Windows.